# Jethwa-Dynastie
Die hinduistische Jethwa-Dynastie war rajputischer Abstammung. Sie regierte mit Unterbrechungen vom 7. bis zum 20. Jahrhundert über Teile von Gujarat und führte ihre Abstammung auf Makardhwaja, den Sohn des Affengottes Hanuman, zurück, aber auch Ikshvaku wird als ihr mythischer Stammvater genannt.

## Geschichte

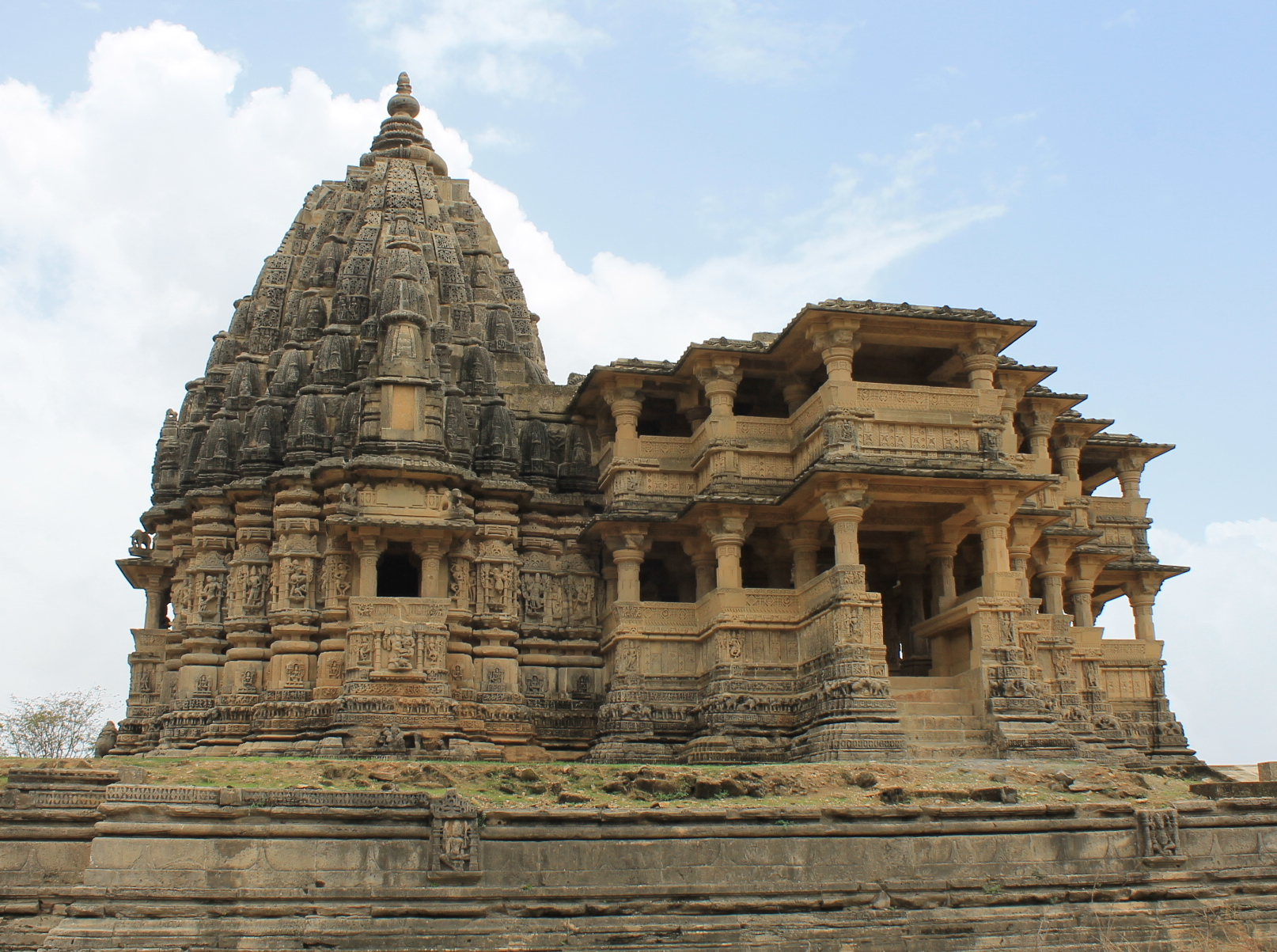
Navlakha-Tempel (ca. 1230)

Die Jethwas wanderten wahrscheinlich im 9. und. 10. Jahrhundert aus dem Sindh und dem Gebiet des Rann of Kutch nach Gujarat ein. Ihr Herrschaftsgebiet umfasste große Teile der Halbinsel Kathiawar/Saurashtra. Im Jahr 1193 erlitten sie eine Niederlage gegen die islamischen Truppen Qutb-ud-Din Aibaks. Doch auch in Zeiten des Sultanats von Delhi (Gründung 1206) und des Sultanats von Gujarat (1407–1573) regierten sie weitgehend eigenständig. Erst mit der Angliederung Gujarats an das Mogulreich unter Akbar I. verlor sich ihre faktische Unabhängigkeit. In der Zeit des Niedergangs der Großmoguln eroberte Rana Vikmatji Khimoji Jethwa die Hafenstadt Porbandar und im Jahr 1808/09 wurde der Fürstenstaat Porbandar gegründet, der im Zuge der Unabhängigkeit Indiens aufgelöst wurde.

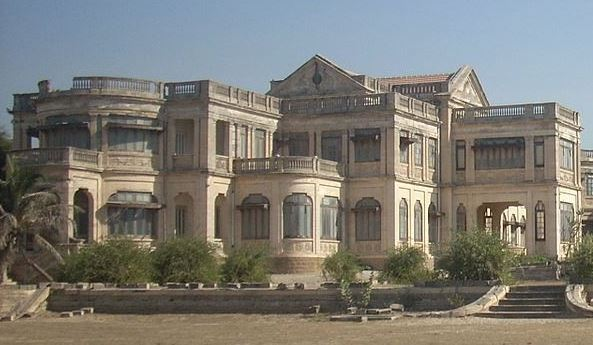
Huzoor-Palace (ca. 1930)

Als Hauptstädte ihres jeweiligen Herrschaftsgebietes sind überliefert: Morbi, Shrinagar, Dhank, Chhaya, Ghumli, Ranpur und zuletzt Porbandar.

## Bauten
Die Jethwas waren recht aktive Bauherrn – ihre bedeutendsten Hinterlassenschaften befinden sich beim heutigen Dorf Ghumli, so der Navlakha-Tempel. Aus dem frühen 20. Jahrhundert stammt der Huzoor-Palace bei Porbandar.